# 741
سنة 741 م كانت سنة بسيطة تبدأ يوم الأحد (الرابط يظهر نموذج التقويم الكامل للسنة) من التقويم اليولياني. بدأت تسمية السنة ب741 منذ العصور الوسطى المبكرة، عندما أصبح تقويم أنو دوميني هو الأسلوب السائد في أوروبا لتسمية السنوات.

## مواليد
- الأصمعي.

## وفيات
- حبيب بن أبي عبيدة الفهري
- شارل مارتيل سياسي فرنسي
- عقبة بن الحجاج السلولي
- غريغوري الثالث كهنوت سوري
- كلثوم بن عياض القشيري
- لامبرت كونت هيسباي
- ليو الثالث الإيساوري